# Befähigungsansatz
Der Befähigungsansatz oder Verwirklichungschancenansatz (auch Fähigkeitenansatz, englisch Capability Approach) ist ein Konzept, das der Darstellung und Messung der individuellen und gesellschaftlichen Wohlfahrt dient. Es wurde im Ursprung von dem indischen Ökonomen und Träger des Alfred-Nobel-Gedächtnispreises für Wirtschaftswissenschaften Amartya Sen ab 1979 entwickelt und in verschiedenen von den Vereinten Nationen unterstützten Projekten weiter ausgebaut. Der Befähigungsansatz liefert die theoretischen Grundlagen für den Index der menschlichen Entwicklung und den – seit 2010 durch den Index der mehrdimensionalen Armut abgelösten – Human Poverty Index, über die in den Weltentwicklungsberichten seit 1990 und zunehmend in anderen Berichterstattungen über Wohlstand und Armut Rechenschaft abgelegt wird.
Ziel des Befähigungsansatzes ist es, den Wohlstand in einer Gesellschaft mit mehreren Kenngrößen zu erfassen – bis dahin war es in der Wohlfahrtsökonomik üblich, eine Einkommensgröße als eindimensionalen Maßstab zu verwenden. Im Vordergrund steht die Frage, was der Mensch für ein gutes, erfüllendes Leben benötigt. Materielle Güter und Ressourcen werden für diesen Zweck als wichtige Mittel – aber nicht als Selbstzweck – betrachtet. Darüber hinaus geht es um Befähigungen (gleichbedeutend: Verwirklichungschancen), über die der Mensch verfügen muss, damit er sein Leben erfolgreich gestalten kann. Die Frage nach den Befähigungen geht über die Konzepte, die sich auf den Lebensstandard und die Menschenrechte konzentrieren, insoweit hinaus, als sie die Forderung an die Gesellschaft beinhaltet, aktiv zur Entwicklung eines besseren Lebens aller ihrer Mitglieder beizutragen. Der Ansatz ist geeignet, Ungleichheit und Armut mehrdimensional unter Berücksichtigung verschiedener Einflussfaktoren zu beschreiben und Zielsetzungen sowie deren Erreichung für gesellschaftliche Entwicklungen darzustellen. Aus diesem Grunde wird der Ansatz insbesondere in der Entwicklungspolitik sowie in Hinblick auf die soziale Gerechtigkeit zunehmend diskutiert und verwendet.
Bei der Entwicklung des Konzepts hat Sen mit dem Entwicklungsprogramm der Vereinten Nationen und weiteren Einrichtungen der Vereinten Nationen  zusammengearbeitet. An seinen Forschungen waren unter anderem die Moralphilosophin Martha Nussbaum, der Entwicklungsökonom Sudhir Anand und der Wirtschaftstheoretiker James Foster beteiligt. Zur weiteren Verbreitung des Konzepts haben Sen und Nussbaum im Jahr 2004 die Human Development and Capability Association gegründet, eine Organisation, der schon nach wenigen Jahren über 700 Wissenschaftler in über 40 Ländern angehörten.

## Verwirklichungschancen als Freiheiten: Amartya Sen

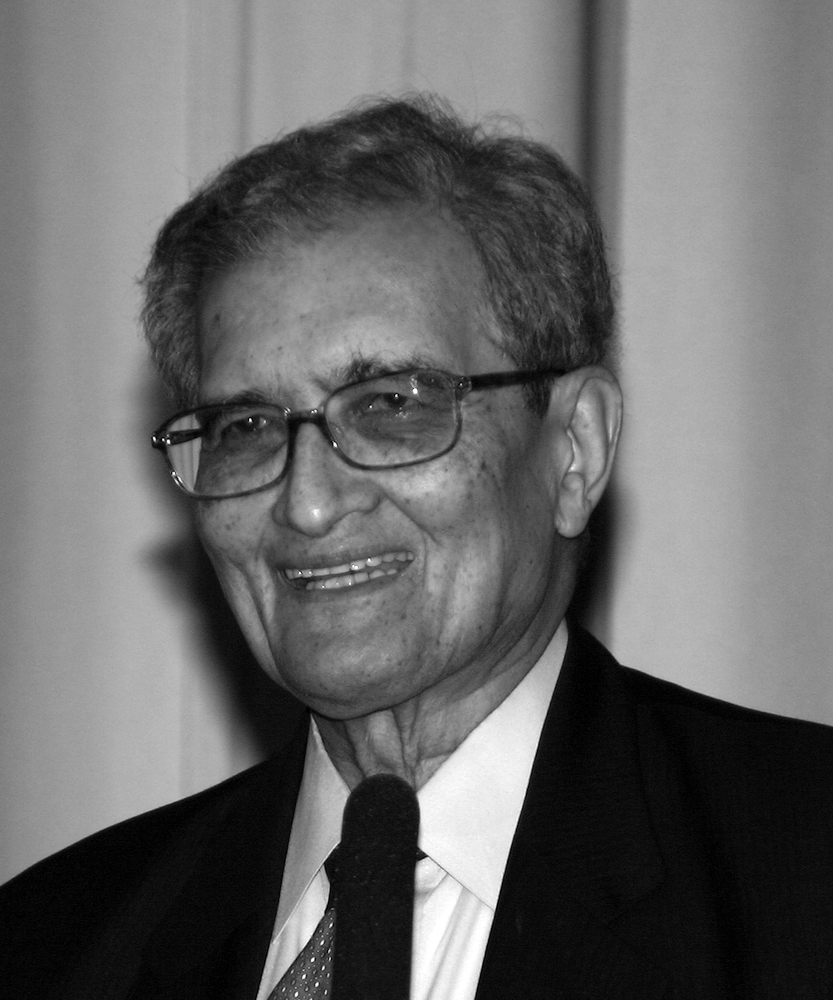
Amartya Sen während einer Vorlesung an der Universität zu Köln 2007 anlässlich der Verleihung des Meister-Eckhart-Preises

Sen legt seinem Konzept einen differenzierten Freiheitsbegriff zugrunde. Freiheit ist ein intrinsischer Wert, weil sie es dem Menschen ermöglicht, selbstbestimmt zu leben. Sie umfasst neben der Abwesenheit von Hindernissen (negative Freiheit) vor allem auch die Möglichkeit, nach eigenen Wünschen zu handeln (positive Freiheit). Freiheit ist daher ein normatives Ziel, ein Zweck an sich. Eine Gesellschaft ist umso gerechter, je mehr ihre Mitglieder über Verwirklichungschancen verfügen. Das Normative liegt in dem Bestreben zur Integration von subjektiv vorhandenen und objektiv möglichen Bestimmungen des individuellen Lebens. Die Forderung nach positiven Freiheiten führt in der Praxis zur Forderung, konkrete Lebensumstände herzustellen.
Von der konstitutiven (grundsätzlichen) Funktion der Freiheit sind ihre instrumentellen Funktionen zu unterscheiden. Letztere dienen den Menschen als Mittel, den Grundwert der Freiheit und damit die Verwirklichungschancen sicherzustellen. Zu den instrumentellen Freiheiten zählt Sen
1. politische Freiheiten (Kritik, Widerspruch, Wahlrecht etc.)
2. ökonomische Institutionen (Ressourcen, Bedingungen des Tausches, Verteilung)
3. soziale Chancen (Bildung, Gesundheit)
4. Transparenzgarantien (Pressefreiheit, Informationspflichten z. B. gegen Korruption)
5. soziale Sicherheit (Arbeitslosenversicherung, Sozialhilfe, Mindestlöhne)

| Land                | Einkommen in US-Dollar | Lebenserwartung in Jahren |
| ------------------- | ---------------------- | ------------------------- |
| Kerala              | 400                    | 73                        |
| Volksrepublik China | 500                    | 71                        |
| Sri Lanka           | 600                    | 73                        |
| Namibia             | 1.900                  | 60                        |
| Brasilien           | 2.800                  | 65                        |
| Südafrika           | 3.000                  | 65                        |
| Gabun               | 3.900                  | 55                        |

Laut Sen hängt die konstitutive Freiheit vom Umfang der instrumentellen Freiheit ab. Er zeigt anhand von empirischen Untersuchungen, dass Wechselbeziehungen und Komplementaritäten zwischen den instrumentellen Freiheiten bestehen. Demnach ist Einkommen zwar ein grundlegender Faktor für Wohlstand und damit für Verwirklichungschancen. Jedoch sind andere Faktoren ebenfalls wichtig. So korreliere die Lebenserwartung nicht eindeutig mit dem Einkommen. Denn es gibt Staaten mit einer durchschnittlich vergleichsweise hohen Lebenserwartung, deren durchschnittliches Pro-Kopf-Einkommen deutlich niedriger ist als bei manchen anderen Staaten mit geringerer Lebenserwartung. Grundbedürfnisse in Form von Güterbedarf sind nur instrumentell und nicht aus sich selbst heraus (intrinsisch) von Bedeutung. „Der Wert des Lebensstandards liegt in einer bestimmten Art zu leben und nicht im Besitz von Gütern, die eine abgeleitete und variierende Relevanz haben.“ Wer materielle Güter zum Maßstab eines guten Lebens macht, sitzt dem von Karl Marx so bezeichneten „Warenfetischismus“ auf. „Tatsächlich scheinen die Leute sehr unterschiedliche Bedürfnisse zu haben, die in Bezug auf Gesundheit, ein langes Leben, klimatische Bedingungen, Wohnort, Arbeitsbedingungen, Temperament und die individuelle Körpergröße (mit Einfluss auf Nahrungs- und Bekleidungsbedarf) variieren. Wenn man das nicht beachtet, ignoriert man nicht nur einige Sonderfälle, sondern übersieht sehr weit gespreizte und reale Differenzen.“

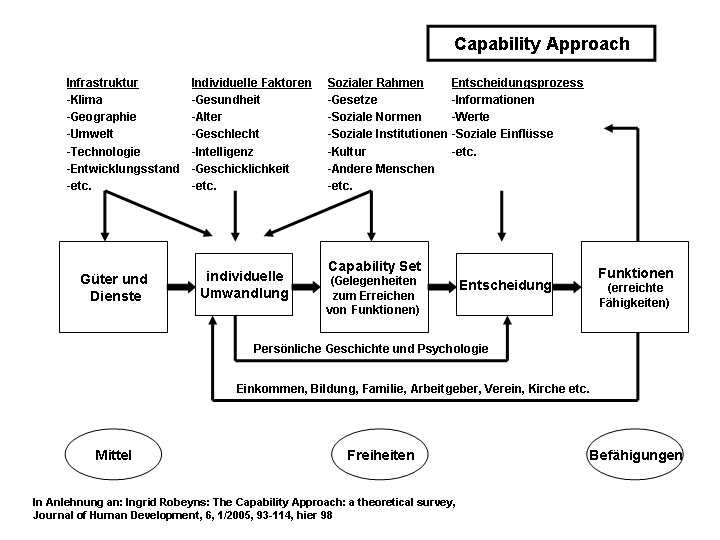
Übersichtsschema zum Befähigungsansatz

Zur Bewertung der Wohlfahrt in einer konkreten Konstellation schlägt Sen vor, den Grad der als „objektive Möglichkeit“ bestehenden Verwirklichungschancen zu messen (Befähigungsansatz). Eine verfügbare Verwirklichungschance (Handlungsmöglichkeit) bezeichnet Sen als „Functioning“ (Funktion, Fähigkeit). „Eine Fähigkeit (functioning) ist etwas Erreichtes, während eine Verwirklichungschance (capability) das Vermögen ist, etwas zu erreichen. Fähigkeiten sind, in einem gewissen Sinn, enger mit den Lebensbedingungen verknüpft. Verwirklichungschancen sind hingegen Begriffe von Freiheit in dem positiven Sinn: welche Möglichkeiten man zu dem Leben hat, das man führen möchte.“ Fähigkeiten sind konkrete Handlungen („doings“) und Zustände („beings“), während Verwirklichungschancen „die verschiedenen Kombinationen von Fähigkeiten sind, die eine Person erreichen kann. Verwirklichungschancen sind somit ein Bündel (vector) an Fähigkeiten, die widerspiegeln, dass eine Person die Möglichkeit hat, das eine oder das andere Leben zu führen.“
Robeyns verdeutlicht den Unterschied am Beispiel eines Fahrrades. Dies ist ein Gegenstand, der eine schnellere Fortbewegung als zu Fuß ermöglicht. Die Verwirklichungschance ist, dass man die Möglichkeit hat, das Fahrradfahren zu lernen. Falls man sich entschieden und das Fahrradfahren gelernt hat, verfügt man über die Fähigkeit, sich schneller zu bewegen. Voraussetzung für den Erwerb der Fähigkeit sind zum einen persönliche Merkmale (körperlich und geistig) und zum anderen soziale Merkmale (Infrastruktur, Institutionen, soziale Praktiken). Fehlen persönliche und soziale Merkmale, bestehen auch nicht die entsprechenden Verwirklichungschancen.
Da Menschen an die Person gebundene Voraussetzungen mitbringen und sich jeweils in unterschiedlichen Situationen befinden, in unterschiedliche soziale Zusammenhänge eingebunden sind und unterschiedliche persönliche Präferenzen haben, sind auch die Verwirklichungschancen für jedes Individuum verschieden.
Der ursprüngliche Ausgangspunkt war für Sen die Kritik, dass man in der Wohlfahrtsökonomie Präferenzen nicht für einen interpersonellen Vergleich heranziehen kann. Die Unterscheidung von Verwirklichungschancen („capabilities“) und Fähigkeiten („functionings“) ermöglicht zwei Ansätze für das Messen. Im Fall der Fähigkeiten wird ein Bündel an objektiv verfügbaren Handlungsmöglichkeiten („agencies“) gemessen, die dem Einzelnen zur Verfügung stehen. So hat der in einer reichen Gesellschaft fastende Mensch andere Handlungsmöglichkeiten im Vergleich zu dem hungernden Menschen in einer armen Gesellschaft. Für Sen sind Fähigkeiten besser messbar als Nutzen und auch für einen interpersonellen Vergleich besser geeignet. Allerdings liegt es in der Natur der Sache, dass ein mehrdimensionaler Bewertungsraum schwieriger zu operationalisieren ist. Als Beispiele für Indikatoren zum Messen der Fähigkeiten nennt Sen:
- sich ausreichend ernähren können
- über Bekleidung und Behausung verfügen
- am gesellschaftlichen Leben teilnehmen können
- sich ohne Scham in der Öffentlichkeit zeigen zu können.

Solche Fähigkeiten haben grundsätzlichen Charakter (Universalität), ihre Ausprägung ist aber von Gesellschaft zu Gesellschaft (historisch und kulturell) unterschiedlich. Es bedarf also eines Verfahrens zur Bewertung ihrer Relevanz. Insbesondere gegen alternative Konzepte (Rawls, Nussbaum – s. u.) betont Sen seine Auffassung, dass eine solche Liste nicht abgeschlossen aufgestellt werden kann.
Um festzulegen, welche Verwirklichungschancen in einer Gesellschaft als wertvoll angesehen werden und den Wohlstand ausmachen, bedarf es nach Sen partizipativer sozialer Entscheidungen aufgrund eines demokratischen Diskurses. Auf diese Weise werden die nur für das Individuum festzumachenden Verwirklichungschancen in den gesellschaftlichen Zusammenhang eingebunden. Reale Freiheit fordert somit auch den aktiven Bürger, der seine Chancen durch Teilnahme wahrnimmt. Sen formuliert damit ein „republikanisch-liberales Politikverständnis“. Der partizipative Diskurs stellt sicher, dass der Befähigungsansatz sich mit der fortschreitenden Entwicklung einer Gesellschaft stetig erneuert und fortgeschrieben wird.
Weil der Befähigungsansatz nicht nur bei der Bewertung von Armut, sondern auch bei der Diskussion sozialer Ungleichheit und Fragen der Gerechtigkeit verwendet werden kann, hat Sen zwischen Verwirklichungschancen allgemein und Basis-Chancen, als Teilmenge, die das Mindestmaß einer Verwirklichungschance bezeichnen, unterschieden. So gehören zur grundlegenden Verwirklichungschance der Gesundheit die Basis-Chance der Verfügbarkeit eines Arztes oder von sauberem Wasser, während Hormonbehandlungen nicht zu den Grundbedürfnissen zu zählen sind.
Schönheitsoperationen ohne besondere medizinische Indikation kann man hingegen als Luxusbedürfnis einstufen, auch wenn ein Mannequin unter Umständen den Bedarf nach einer geraden Nase aus beruflichen Gründen hat. Die Unterscheidung von exklusivem oder preiswertem Geschmack bei der Bewertung der verfügbaren Freiheiten ist auch im Befähigungsansatz schwierig. Dies gilt allgemein für den weiten Bereich sozialer Normen. Sen schlägt hierzu die Unterscheidung nach „verfeinerten Verwirklichungschancen“ vor, die innerhalb abgegrenzter Bereiche angewendet werden kann.
„Die menschliche Unterschiedlichkeit ist keine zweitrangige Verkomplizierung (die man ignorieren oder auf die man ‚später eingehen‘ kann); sie ist vielmehr ein grundsätzlicher Gesichtspunkt unseres Interesses an Gleichheit.“ Dies hat Konsequenzen für die Erfassung der Wohlfahrt. „Die Standardmaße profitieren alle grundsätzlich von der Konzentration auf die Dimension des Einkommens und übersehen letztlich die fundamentale Tatsache der menschlichen Unterschiedlichkeit und die grundlegende Wichtigkeit der Freiheit.“
Den entscheidenden Vorteil seiner Konzeption gegenüber bis dahin dominierenden Auffassungen sieht Sen in dem Umfang der Informationen, die in die Bewertung einfließen.
„Obwohl aus der Art und Weise, wie die Informationsfrage in diesen wichtigen Ansätzen der politischen Philosophie behandelt wird, manches zu lernen ist, werde ich auch argumentieren, dass jede Informationsbasis, die explizit oder implizit in den Utilitarismus, den radikalen Liberalismus und die Rawlsche Theorie eingeht, unter schwerwiegenden Mängeln leidet, sofern man die substantiellen Freiheiten des Individuums für wichtig hält.“
Insbesondere im Utilitarismus sei der Informationsgehalt eindimensional auf den Nutzen ausgerichtet. Der Utilitarismus und die damit verknüpfte Wohlfahrtsökonomie hat zwar für Sen den Vorzug, dass er die Konsequenzen von Handlungen bewertet und am allgemeinen Wohl orientiert ist, hat aber keine Lösungen für Verteilungsfragen, für die Gewährleistung von Grundrechten und Freiheiten zur Verfügung und kann auch Bewertungsunterschiede aufgrund von Anpassungen an unterschiedliche kulturelle und soziale Verhältnisse (z. B. die Bewertung der Verwirklichungschancen von Frauen in liberalen und sexistischen Gesellschaften) nicht erfassen.
Der Liberalismus hingegen, vor allem in der radikalen Formulierung Robert Nozicks, setzt Sen zufolge „negative“ Freiheiten absolut, d. h., er berücksichtige negative Auswirkungen absoluter Freiheit nicht, so dass im Extremfall sogar Hungersnöte mit den prozeduralen Anforderungen des Liberalisten theoretisch vereinbar sind. Rein prozedurale Prinzipien können den Mangel, dass formal bestehende Chancen aufgrund tatsächlicher Verhältnisse nicht wahrgenommen werden können, nicht abbilden. Die Informationen über Ungleichheiten und Ungerechtigkeiten werden im radikalen Liberalismus bei der Bewertung der Gerechtigkeit ausgeblendet, konstatiert Sen.
Gegenüber Rawls’ Theorie der Gerechtigkeit als Fairness wendet Sen ein, dass dieser die negative (absolute) Freiheit einschließlich politischer und bürgerlicher Rechte strikt als vorrangig gegenüber Verteilungsfragen setzt. Hieraus könne resultieren, dass die Beseitigung von Ungleichheiten und Ungerechtigkeiten an den absoluten Werten scheitert.
„Vor allem aber stellt sich die Frage, ob der Wert der Freiheit für die Gesellschaft angemessen in dem Gewicht zum Ausdruck kommt, das eine Person in dem Urteil über ihren Gesamtvorteil beizulegen geneigt ist.“
Diesen Kritikpunkt erläutert er anhand des Konflikts zwischen Freiheit und Sicherheit in einer Gesellschaft. Bis zu einem gewissen Grade ist es denkbar, dass die am Diskurs Beteiligten in einer Einschränkung der Freiheit zugunsten der Sicherheit eine Verbesserung ihrer Verwirklichungschancen sehen. Daher bezweifelt Sen, dass der Rawls’sche freie „Urzustand“ tatsächlich geeignet ist, eine gerechte Verteilung der individuellen Verwirklichungschancen zu beschreiben. Die Ausrichtung auf Primärgüter bei Rawls betrachtet er als „Fetisch“. Der Vorrang liegt nicht in materiellen Gütern als solchen, sondern in der Beziehung zwischen der Person und den Gütern. Im Übrigen betont er aber, dass sein Konzept stark von Rawls beeinflusst ist.
Sen, dessen Ausgangspunkt Überlegungen zur Entwicklungspolitik und zur Gerechtigkeit in einer globalisierten Welt sind, untersucht Gerechtigkeit unter dem Aspekt, ob sie universell für alle Menschen oder nur partikulär bezogen auf einzelne Nationen angesehen wird.
Je nach Perspektive ergeben sich unterschiedliche Politikansätze. Universalistisch sind, argumentiert Sen, der Utilitarismus oder die Vernunftethik Kants. Partikularistisch ist hingegen der Kommunitarismus, der nur innerhalb einer Nation auf die verschiedenen Perspektiven sozialer Gemeinschaften und gesellschaftlicher Gruppen abhebt. Auch wenn der Universalismus für eine globale Gerechtigkeit eine klare, nicht von der Hand zu weisende Konzeption zu ermöglichen scheine, so sei er mit dem Problem konfrontiert, dass es für seine Durchsetzung einer globalen Institution, etwa einer Weltregierung, mit entsprechender Macht und entsprechenden Ressourcen bedarf. Die hierfür infrage kommenden Vereinten Nationen verfügen jedoch nicht über adäquate Möglichkeiten.
Da auch das Konzept von Rawls eine regulierende Institution erfordert, ist es Sen zufolge zunächst nur partikulär anwendbar. Rawls habe aber Möglichkeiten aufgezeigt, wie das Prinzip der „Gerechtigkeit als Fairness“ auch auf das Verhältnis verschiedener Völker anwendbar sei, wenn man die Staaten als Individuen auffasst, zwischen denen nach dem Fairnessprinzip ein Ausgleich stattfindet. Sen bezeichnet diese zwischenstaatliche Sicht als „internationalen Ansatz“, der einen Kompromiss zwischen dem praktisch nicht umsetzbaren, gleichwohl als Ziel anzustrebenden Universalismus und dem nur nationalegoistischen Partikularismus darstellt. Auch mit diesem Modell könne die globale Gerechtigkeit lediglich unzureichend verwirklicht werden.
Stattdessen schlägt Sen ein Konzept vor, das er „plurale Einbindung“ nennt. Zur Weiterentwicklung einer globalen Gerechtigkeit sollen alle transnationalen Institutionen von zwischenstaatlichen Verträgen über multinationale Unternehmen (beispielsweise in Fragen einer gerechten Entlohnung) bis hin zu sozialen Gruppen und Nichtregierungsorganisationen beitragen.
Der Befähigungsansatz von Sen hat breite internationale Anerkennung gefunden. So betont der Bericht „Lebenslagen in Deutschland. Der 2. Armuts- und Reichtumsbericht der Bundesregierung“, dass das Konzept wesentlichen Eingang in den Bericht gefunden hat.

## Grundbefähigungen: Martha Nussbaum
Martha Nussbaum hat von 1986 bis 1993 in einem Projekt der United Nations University am World Institute for Development Economics Research (UNU-WIDER) eng mit Amartya Sen zusammengearbeitet. Hierbei hat sie einen zwar eng verwandten, in der Begründung und in der Ausformulierung jedoch eigenständigen Ansatz der Befähigungen entwickelt. Oftmals werden bei der Rezeption beide Konzepte und ihre ursprünglichen Vertreter in einem Zuge genannt. Nussbaum betont, dass Prämisse des Befähigungsansatz die Würde von Lebewesen ist, die Respekt und Achtung erfordert, auf die die Lebewesen Anspruch haben. „Das Ziel des Projektes als Ganzem ist, grundlegende verfassungsmäßige Prinzipien philosophisch zu unterlegen, dass sie von allen Regierungen aller Nationen respektiert und eingeführt werden als ein reines Minimum dessen, was der Respekt der menschlichen Würde erfordert.“ Ihr Verständnis von Würde geht insofern über das von Kant und Rawls hinaus, als sie diese nicht nur auf der rationalen, sondern auch auf der emotionalen und sozialen Ebene betrachtet.
Während Sen als Befähigungen auf die vorhandenen individuellen Freiheiten abstellt und die konkrete Ausprägung einem partizipativen Diskurs überlässt, ist Nussbaum der Überzeugung, dass es aus der Analyse der Lebenssituation des Menschen heraus möglich ist, universell gültige Grundwerte zu beschreiben, die erforderlich sind, damit man ein gehaltvolles (flourishing) Leben führen kann. Die erkenntnistheoretische Grundlage hierfür sieht Nussbaum in einem internalistischen Essentialismus. Das ist die (Kantische) Auffassung, dass es zwar eine vom Menschen unabhängige materielle Welt gibt, diese aber nur durch den Erkenntnisapparat des Menschen zugänglich ist. Die Welt, wie sie dem Menschen erscheint, ist immer schon von diesem interpretiert. Dies steht im Gegensatz zum metaphysischen Essentialismus, wonach das Wesen der Welt und damit auch das Wesen des Menschen zumindest im Laufe der Zeit so erkannt werden kann, wie sie wirklich sind. Der so formulierte Essentialismus oder auch interne Realismus (Hilary Putnam) bedeutet, dass man anthropologisch gültige Aussagen über Grundbedingungen des Menschen machen kann, die häufig zwar kulturgeprägt, aber im Kern unabhängig von verschiedenen Kulturen sind. Solche Grundbedingungen sind zum Beispiel Hunger oder Gesundheit, aber auch die Fähigkeit zur Kooperation mit anderen Menschen. Wenn der Mensch nun ausreichend mit Nahrung versorgt ist und keine körperlichen Probleme hat, wird er diese Situationen als gut bewerten. Wenn der Mensch über die erforderlichen Grundbefähigungen (capabilities) verfügt, dann besitzt er die Voraussetzung für ein gutes Leben.
Nussbaum unterscheidet in einer Art Stufenmodell drei Arten von Befähigungen (SJ 41)
- Basis-Befähigungen: Diese sind für ein Individuum Voraussetzung zur Entwicklung weiterer Fähigkeiten. Zu ihnen zählen zum Beispiel Hören, Sehen, Sprachentwicklung.
- Interne Befähigungen: Dies sind insbesondere Befähigungen, die man durch Bildung und Ausbildung erlangt, um sie in praktische Funktionen umsetzen zu können.
- Kombinierte Befähigungen: Das sind die internen Befähigungen, für die auch der äußere institutionelle und materielle Rahmen vorhanden ist.

Wie Sen – allerdings nicht deckungsgleich – differenziert Nussbaum zwischen Befähigungen („capabilities“) und Fähigkeiten („Functionings“). Den Unterschied verdeutlicht sie an der Fähigkeit des Spielens. „Eine Person, die die Möglichkeit zum Spielen hat, kann sich immer für ein arbeitsames (workaholic) Leben entscheiden; es gibt einen großen Unterschied zwischen diesem gewählten Leben und einem Leben, das wegen eines ungenügenden Schutzes durch maximale Arbeitszeit und/oder wegen des „Doppeltages“, der Frauen in vielen Teilen der Welt am Spielen hindert, beschränkt ist.“ (SJ 44)
Während die Befähigungen bei Sen als Verwirklichungschancen einen Raum offener Möglichkeiten bezeichnen, der durch Wahl zu einem Bündel von Fähigkeiten wird, beschreibt Nussbaum mit Befähigung („capability“) als Grundbefähigung das erreichbare Niveau in einer Dimension des Lebens, das nicht durch äußere Umstände eingeschränkt ist. „Sen hatte sich darauf fokussiert, dass die Capabilities dazu dienen, den Bereich der Messung der Lebensqualität einzugrenzen; ich verwende die Idee in einer strengeren Weise als eine Funktion grundlegender politischer Prinzipien, die verfassungsmäßige Garantien gewährleisten.“
Nussbaum beansprucht, dass ihre Theorie kulturübergreifend anwendbar sei. Sie vertritt die These, dass sich aufgrund der empirischen und historischen kollektiven Erfahrungen über die Natur eine Liste der wesentlichen Grundbefähigungen aller Menschen erstellen lässt. Aufgrund des Bezugs zur Erfahrung sind die in der Liste aufgeführten Grundbefähigungen zwar nicht systematisch nach einem einheitlichen Prinzip aufgestellt; diese Liste muss jedoch über nationale und zeitliche Grenzen hinweg gültig sein. Nussbaum hält eine Trennung von normativen und naturwissenschaftlichen Aspekten bei der Bestimmung des menschlichen Wesens nicht für sinnvoll. Was konstitutiv für den Menschen ist, könne nicht ohne Wertung festgelegt werden. Ihr Konzept ist also normativ. Für Nussbaum ist eine solche Liste offen, erweiterungsfähig und durch eine interkulturelle Diskussion veränderbar. Ziel müsse es sein, einen politischen Konsens über die Liste zu erreichen. „Sie [die Liste] ist, so hoffen wir wenigstens, in den Begriffen eines freistehenden ethischen Ideals formuliert, ohne Abhängigkeit von metaphysischen oder erkenntnistheoretischen Doktrinen (etwa über die Seele oder eine Offenbarung oder die Negation von diesen), die die Bürger entlang der Grenzen von Religion oder umfassender ethischer Theorien trennen würden. Es besteht daher die Hoffnung, dass dieses Konzept Gegenstand eines gemeinschaftlichen Konsenses (overlapping consensus) zwischen Bürgern sein kann, die ansonsten sich grundsätzlich unterscheidende Auffassungen haben.“
| Wesensmerkmale des Menschen | Grundbefähigungen |
| --- | --- |
| Sterblichkeit (mortality) Alle Menschen wissen um ihre Sterblichkeit und haben unter normalen Umständen eine Abneigung gegen den Tod | Leben (Life) Fähigkeit, ein lebenswertes Leben zu leben und nicht vorzeitig sterben zu müssen |
| Körperlichkeit (human body) -Hunger und Durst: Unabhängig von der Form braucht der Mensch Ernährung und einen gesunden Körper -Bedürfnis nach Schutz: der Mensch braucht Schutz vor Natureinflüssen (Hitze, Regen, Wind, Kälte) aber auch vor Übergriffen anderer Menschen -Sexuelles Verlangen: Der Sexualtrieb kann zwar unterdrückt werden, ist aber Grundlage der Fortpflanzung -Mobilität: Ihr Fehlen wird als Behinderung aufgefasst | Körperliche Integrität (bodily integrity) -Fähigkeit, sich guter Gesundheit zu erfreuen und sich ausreichend zu ernähren -Fähigkeit, eine angemessene Unterkunft zu haben und gegen Gewalt oder sexuelle Übergriffe geschützt zu sein -Möglichkeit zur sexuellen Befriedigung und zur Reproduktion -Möglichkeit, sich an einen anderen Ort zu bewegen |
| Freude und Schmerz (capacity for pleasure and pain) Alle Menschen haben das Gefühl von Freude und Schmerz, erleben sie aber kulturabhängig unterschiedlich | Gefühlserfahrung (emotions) Fähigkeit, unnötigen Schmerz zu vermeiden und freudvolle Erlebnisse zu haben sowie ohne traumatische Erlebnisse zu leben |
| Sinne, Vorstellung und Denken (senses, imagination and thought) Ohne Wahrnehmung, Vorstellung und Denken könnte der Mensch sich nicht in der Welt orientieren | Kognitive Fähigkeiten (cognitive capacities) Fähigkeit, sich seiner fünf Sinne, seiner Phantasie und seiner intellektuellen Fähigkeiten zu bedienen einschließlich des Zugangs zur Bildung und des Rechts auf die eigene Religion |
| Frühkindliche Entwicklung (early childhood development) alle Menschen entwickeln sich aus Bedürftigkeit und Abhängigkeit als Säugling in einem Prozess zu einer eigenständigen Person | Vertrauen (trust) Fähigkeit zur Bindung an Dinge oder Personen, zur Liebe, Trauer, Dankbarkeit oder Sehnsucht |
| Praktische Vernunft (practical reason) Es gehört zum Wesen des Menschen, Situationen zu bewerten und seine Handlungen zu planen | Vorstellung des Guten (imagination of goodness) Fähigkeit eine Auffassung des Guten, und eines guten Lebens zu entwickeln, das eigene Leben zu planen und kritisch zu reflektieren |
| Verbundenheit mit anderen Menschen (affiliation) Menschen leben immer auf andere bezogen, benötigen Anerkennung und haben das Gefühl der Anteilnahme und des Mitleids | Sozialität (Concern for other Humans) Fähigkeit zur sozialen Interaktion, sich mit anderen zu identifizieren und das Gefühl, die Achtung anderer zu haben (Schutz vor Diskriminierung, Gerechtigkeitssinn, Freundschaft) |
| Verbundenheit mit anderen Arten und der Natur (dependence on and respect for other species and nature) Die Umwelt flößt Respekt ein und der Mensch hat das Bedürfnis, mit ihr und anderen Lebewesen pfleglich umzugehen | Ökologische Verbundenheit Fähigkeit zur Anteilnahme für und in Beziehung zu Tieren, Pflanzen und zur Welt der Natur zu leben |
| Humor und Spiel (play) Wenn Kinder nicht lachen oder spielen, gilt das als Zeichen einer Störung Der Mensch strebt nach Erholung | Freizeitgestaltung Fähigkeit, zu lachen, zu spielen und erholsame Tätigkeiten zu genießen |
| A: Getrenntsein (Separateness) Jeder Mensch ist ein Individuum, mit eigenen Gefühlen und individuellen Merkmalen und Selbstachtung | Vereinzelung Fähigkeit, das eigene Leben und nicht das von jemandem anderen zu leben (Autonomie) |
| B: Starkes Getrenntsein (strong separateness) Der Mensch hat das Bedürfnis zur Abgrenzung, zur Unterscheidung von „mein“ und „nicht-mein“ und möchte diese Differenz im Verhältnis zu anderen regeln | Starke Vereinzelung Fähigkeit, auf seinen sozialen Kontext (politisch) Einfluss zu nehmen (Bürgerrechte, Redefreiheit, Versammlungsfreiheit, Schutz vor staatlicher Willkür), durch eigene Leistung sein Leben zu gestalten (Recht auf Arbeit) und über das Geschaffene verfügen zu können Eigentumsrechte                                            |

Ausgangspunkt ihrer Überlegungen für eine konkrete Liste ist die Tugendlehre von Aristoteles, der seine Tugenden aus den verschiedenen grundlegenden Lebenssituationen des Menschen ableitet. „Er beginnt mit der Charakterisierung eines universellen Erfahrungs- und Entscheidungsbereichs und führt den Namen der Tugend als die (noch nicht definierte) Bezeichnung für das richtige Handeln in diesem Erfahrungsbereich ein, worin diese auch bestehen mag. Geht man von diesem Ansatz aus, kann man wohl nicht sagen – wie der Relativist es gern hätte –, dass eine faktisch gegebene Gesellschaft nicht irgendetwas enthielte, das einer Tugend entspricht.“ So ist die Tugend der Tapferkeit geeignet zur Bewältigung von Lebenssituationen mit Furcht vor großen Schäden, insbesondere vor dem Tod. Ähnlich ist die Mäßigung die Tugend, mit der man körperliche Begierden und damit verbundene Freuden angemessen behandelt.
Entsprechend diesem Konzept hat Nussbaum in einem ersten Schritt eine intuitive konkrete Liste mit zehn Bereichen menschlicher Grunderfahrungen aufgestellt. Diese Liste ist nicht abschließend, soll aber die Bereiche menschlichen Lebens beschreiben, die für ein Menschsein wesentlich sind. Das bedeutet, dass Wesen, die nicht über entsprechende Grunderfahrungen verfügen, die Eigenschaft, ein Mensch zu sein, nicht oder zumindest nicht uneingeschränkt zukommt. In einem zweiten Schritt leitet Nussbaum aus den jeweiligen Grunderfahrungen Befähigungen ab, über die ein Mensch verfügen muss, damit er in seinem Menschsein nicht eingeschränkt ist; folglich er die Möglichkeit für ein gelingendes Leben hat. Diese Befähigungen stellt Nussbaum in einer zweiten Liste auf analoge Weise zusammen. Sie hat ihre Liste in einer Reihe von Veröffentlichungen dargestellt und diese in den Strukturen weitgehend unverändert abgefasst. Die nebenstehende Tabelle richtet sich vorwiegend nach der Fassung in „Gerechtigkeit oder das gute Leben“ (1999), berücksichtigt aber auch neuere Umformulierungen in „Frontiers of Justice“ (2006).
Für Nussbaum ist ein gutes Leben schon dann nicht sichergestellt, wenn auch nur eine Komponente ihrer zehn Punkte nicht erfüllt ist. Dies bedeutet jedoch nicht, dass für Behinderte ein erfülltes Leben nicht möglich ist. Für diese und deren Würde ist allerdings ein höheres Maß an Fürsorge erforderlich. Entsprechend ergeben sich im Umkehrschluss politische Forderungen, diese Punkte als Mindeststandard in einer Gesellschaft, ob für Behinderte oder Nichtbehinderte, sicherzustellen. Bei der Motivation ihrer politischen Forderungen bezieht sich Nussbaum einerseits auf Aristoteles:
„[…] denn alle sind sich einig darin, dass es eine Zuteilung von Sachen und an Personen in sich schließe und für Gleiche ein Gleiches sein müsse; allein man darf auch nicht darüber im unklaren bleiben, worin denn die Gleichheit und worin die Ungleichheit der Personen zu bestehen habe, denn darin liegt gerade die Streitfrage.“ (Aristoteles, Politik, 1282b 20)
Andererseits spielt bei der Frage der Selbstverwirklichung auch die Philosophie des frühen Karl Marx eine wichtige Rolle:
„Man sieht, wie an die Stelle des nationalökonomischen Reichtums und Elendes der reiche Mensch und das reiche menschliche Bedürfnis tritt. Der reiche Mensch ist zugleich der einer Totalität der menschlichen Lebensäußerung bedürftige Mensch. Der Mensch, in dem seine eigene Verwirklichung, als innere Notwendigkeit, als Not existiert.“ Mit den Befähigungen soll ein soziales Minimum bestimmt werden. Entsprechend sollte „die Struktur sozialer und politischer Institutionen unter dem Gesichtspunkt gewährleistet werden, zumindest teilweise, dass sie wenigstens eine Untergrenze dieser menschlichen Befähigungen befördern.“ Inhaltlich sieht Nussbaum eine enge Verwandtschaft zum Konzept der Menschenrechte und den entsprechenden Diskussionen.
Wie bei Sen ist auch bei Nussbaum der Befähigungsansatz international ausgerichtet.
„Viele der drängendsten Probleme von Verteilung und Gerechtigkeit, vor denen Menschen stehen, die in Nationalstaaten leben, sind heute auch internationale Probleme, für deren effektive Lösung es einer weltweiten Kommunikation und gemeinsamer Anstrengungen bedarf. […] Wenn wir als Gattung und Planet überleben wollen, müssen wir weltweit über Wohlbefinden und Gerechtigkeit nachdenken.“
In Abgrenzung zu Rawls, der seine Prämissen bei der Auswahl der Grundgüter als eine schwache Theorie des Guten bezeichnet, spricht Nussbaum von einer „vagen dichten Konzeption des Guten“. Damit meint sie, dass sie sich nicht nur auf abstrakte Prinzipien beschränkt, sondern eine konkrete Liste als Mindeststandard vorlegt, für dessen Realisierung der Staat zu sorgen hat. Allerdings ist der Staat nur für die Bereitstellung der Capabilities zuständig, nicht aber dafür wie der Bürger diese Grundbefähigungen nutzt. Ob jemand das zur Verfügung gestellte Bildungsangebot nutzt, bleibt diesem überlassen. Ob jemand politische Rechte wie die Redefreiheit in Anspruch nimmt, unterliegt seiner Entscheidung. Bezogen auf die praktische Ausgestaltung bleibt Nussbaums Konzept also vage. Der Staat hat aber den institutionellen Rahmen zu stellen. „Die Idee ist, dass die gesamte Struktur des Gemeinwesens im Hinblick auf diese Fähigkeiten und Tätigkeiten entworfen wird. Nicht nur die Allokationsprogramme, sondern auch die Verteilung des Grund und Bodens, die Eigentumsformen, die Gestaltung der Arbeitsverhältnisse, die institutionelle Förderung der Familie und der sozialen Beziehungen, der Umweltschutz und die Freizeit- und Erholungseinrichtungen – all dies sowie die konkreteren Programme und Maßnahmen in diesen Bereichen werden im Hinblick auf ein gutes menschliches Leben gewählt.“
Die Grenze dieses Vorgehens liegt darin, dass es auf das Herstellen der Grundbefähigungen beschränkt ist. „Wenn der Staat also für jeden Bürger Bildungsmöglichkeiten bereitgestellt hat, die ausreichen, um ihn über eine – wie auch immer definierte – Schwelle zu bringen, können weitergehende Bestrebungen den Menschen vernünftigerweise selbst überlassen bleiben, da diese aufgrund der schon erreichten Fähigkeiten gute Voraussetzungen haben, sie weiterzuentwickeln.“ Indem ihre Konzeption des Guten insofern vage bleibt, dass nach dem Vorliegen der Befähigungen der Mensch frei sein muss, ihre Anwendung selbst zu entscheiden, sieht Nussbaum sich nicht im Widerspruch zum Liberalismus. „Der Capabilities Approach, wie ich ihn formuliert habe, ist dem Ansatz von Rawls und dessen Benennung von Grundgütern sehr nahe. Man kann die Liste der Capabilities als eine Long list der Möglichkeiten für Funktionen in der Weise ansetzen, dass sie immer rational ist, was immer man noch anderes wünscht.“

## Formalisierung des Befähigungsansatzes
In der kleinen Schrift Commodities and Capabilities hat Amartya Sen in einer kurzen Skizze gezeigt, wie sein Ansatz formalisiert und als funktionales Modell dargestellt werden kann. Das englische Wort „commodities“ steht hier für Güter in einem allgemeineren Sinn, also für Waren und Dienstleistungen. Der Nutzen der Formalisierung liegt darin, dass man die verwendeten Begriffe in ökonometrische Modelle umwandeln kann, mit denen logische Zusammenhänge besser erforschbar sind. Durchführungen dieser Modellbildung finden sich in verschiedenen Arbeiten, die sich mit dem Befähigungsansatz auseinandersetzen. Die hier gewählte Darstellung übernimmt eine Ergänzung von Ingrid Robeyns in Hinblick auf Umweltfaktoren.
{\displaystyle X_{i}=\!\,} die Menge der Güterbündel, die eine Person i erreichen kann.
{\displaystyle x_{i}=\!\,} der Vektor (das Bündel) der Güter, über die eine Person i verfügt (Brot, Fahrrad, Buch)
Die verfügbaren Güter haben unterschiedliche Eigenschaften, die in Abhängigkeit von den individuellen Faktoren der Person i und den bestehenden Umweltbedingungen unterschiedlich genutzt werden können. Ein klassisches Beispiel ist der Fernseher für den Blinden.
{\displaystyle c_{i}(x_{i})=\!\,} die (nicht notwendig lineare) Funktion, mit der ein Gütervektor in einen Vektor der Eigenschaften dieser Güter umgewandelt wird (Brot – Ernährung, Fahrrad – Bewegung, Buch – Bildung, Arbeitsmittel, Lesespaß)
{\displaystyle z_{i}=\!\,} der Vektor der Umweltbedingungen, der den Einfluss der Infrastruktur und des sozialen Rahmens auf die Person i beschreibt.
{\displaystyle F_{i}=\!\,} ein Bündel (Set) an Funktionen, aus dem die Person i ihre individuelle Kombination an erreichbaren Fähigkeiten wählt.
{\displaystyle f_{i}(\cdot )=f_{i}(c_{i}(x_{i},z_{i}))=} die individuelle Funktion, die die gewählte Umwandlung der Gütereigenschaften und Umweltbedingungen in Funktionen beschreibt. (Brot – Ernährung – Frühstücken, Fahrrad – Bewegung – Ausflug, Buch – Bildung – Fremdsprache können) Sen bezeichnet {\displaystyle f_{i}(\cdot )} als individuelle „Anwendungsfunktion“ (utilization function).
{\displaystyle b_{i}=f_{i}(\cdot )=} der Vektor der erreichten Fähigkeiten, der sich aus der Wahl der Anwendungsfunktion durch die Person i ergibt (konkrete Fremdsprache: italienisch; Beruf: Schornsteinfeger). {\displaystyle b_{i}\!\,} beschreibt das konkrete Sein einer Person.
{\displaystyle Q_{i}=\lbrack b_{i}\vert b_{i}=f_{i}(c_{i}(x_{i},z_{i}))} für einige {\displaystyle f_{i}(\cdot )\in F_{i}} und einige {\displaystyle x_{i}\in X_{i}\rbrack } steht für die Freiheiten einer Person i aus einem Vektor der erreichten Fähigkeiten auszuwählen, wenn man ihre persönlichen Eigenschaften {\displaystyle F_{i}\!\,} und die verfügbaren Güter aus {\displaystyle X_{i}\!\,} in Rechnung stellt. {\displaystyle Q_{i}\!\,} kann man als Verwirklichungschancen (capabilities) oder als die Befähigung (capability) einer Person i bezeichnen.
Der Vektor {\displaystyle b_{i}\!\,} und die Funktion {\displaystyle Q_{i}\!\,} sind zunächst nur eine Zustandsbeschreibung und sagen noch nichts darüber aus, wie dieser Zustand in Hinblick auf das Wohlbefinden (well being) zu bewerten ist. Hierzu ist ein weiterer Schritt erforderlich.
{\displaystyle h_{i}(b_{i})\!\,=} eine Funktion, die die Glücklichkeit (happiness) einer Person mit ihren erreichten Fähigkeiten beschreibt. Das Ergebnis dieser Funktion ist ein konkreter Wert
{\displaystyle u_{i}\!\,}, der die Zufriedenheit der Person mit dem erreichten Zustand ausdrückt. Auch die Funktion {\displaystyle h_{i}(\cdot )=} und ihr Ergebnis {\displaystyle u_{i}\!\,} sind noch beschreibend. Sie machen noch keine Aussage darüber, wie jemand seinen Status und seine Zufriedenheit bewertet. Der arme Bettler in einer Wellblechhütte, der nicht lesen kann, stellt fest, dass er aufgrund dieser Bedingungen nicht glücklich ist. Sen unterscheidet das Messen der Glücklichkeit und die Bewertung des Lebens als zwei verschiedene Ebenen.
{\displaystyle v_{ei}(b_{i})\!\,=} die Bewertungsfunktion der erreichten Fähigkeiten, mit der die Person i oder ein externer Beobachter e das persönliche Leben und den erreichten Status der Person i bewerten.
{\displaystyle V_{i}=[v_{ei}(b_{i})\!\,} für einige {\displaystyle b_{i}\in Q_{i}]} ist dann der Set an Werten des Wohlbefindens, den jemand bei einer gegebenen Bewertungsfunktion {\displaystyle v_{ei}(\cdot )} erreichen kann.
Sen betont, dass es nicht leicht ist, den Maximalwert in {\displaystyle V_{i}\!\,} zu identifizieren, selbst wenn dieser ausgewählt würde, da es andere Motive als das eigene Wohl als Grundlage von Handlungen gibt (Mitleid, Fürsorge, Tradition, religiöse Gebote). Ebenso betrachtet Sen eine Ausweitung der Freiheiten als Verbesserung des Wohls, selbst wenn die zusätzlichen Handlungsmöglichkeiten nicht genutzt werden (Urlaub eines Bürgers der ehemaligen DDR an der Ostsee nach 1989). Als offen betrachtet er die Frage, ob die Funktion der Zufriedenheit {\displaystyle h_{i}(\cdot )} selbst Bestandteil der Anwendungsfunktion {\displaystyle f_{i}(\cdot )} wird, wenn man ein messbares Zufriedenheitskriterium findet. Es gibt zudem Befähigungen wie ein langes Leben, Freisein von Malaria oder sich ohne Scham in der Öffentlichkeit bewegen zu können, die als Güter nur schwierig zu operationalisieren sind. Ähnlich verhält es sich mit der Beziehung von öffentlichen und privaten Gütern und marktfähigen sowie nicht im Markt erstellten Leistungen innerhalb eines Haushalts (Krankenpflege). Sen hebt schließlich hervor, dass das Modell nicht der Vollständigkeit bedarf, sondern bezogen auf die ausgewählten Befähigungen eine partiale Ordnung darstellt, die dennoch die Realität besser abbildet als alternative Modelle, die Vollständigkeit beinhalten, aber weniger differenziert sind.
Ähnlich weist Robeyns unter Bezugnahme auf klassische ökonomische Theorien darauf hin, dass Formalisierungen dann ihren Wert verlieren, wenn sie zu unrealistisch oder zu sehr reduktiv werden. Vor allem darf die mathematische Sicht nicht die Perspektive der Ökonomie oder anderer Sozialwissenschaften verdrängen. Das Vorhandensein aussagefähiger empirischer Studien wirft nach Robeyns überhaupt die Frage auf, inwieweit ein Ausbau der Formalisierung einer Weiterentwicklung des Befähigungsansatzes förderlich ist.

## Operationalisierung des Befähigungsansatzes
Nach Sen kann der Befähigungsansatz für mehrere Zwecke eingesetzt werden. Gegenstand können so verschiedene Themen der Sozialphilosophie sein wie Wohlfahrt, Armut, Freiheit, Fragen der Benachteiligung von Frauen, Gerechtigkeit und Sozialethik. Ingrid Robeyns betont, dass Sens Befähigungsansatz unter drei Gesichtspunkten zu betrachten ist.
- Er ist ein Denkmodell.
- Er ist Kritik an anderen Ansätzen zur Bewertung der Wohlfahrt.
- Er ist eine Formel zum interpersonellen Vergleich der Wohlfahrt.

Der Befähigungsansatz insbesondere in der Formulierung durch Amartya Sen ist offen und unterbestimmt. Er kann deshalb auf sehr verschiedene Weisen ergänzt und spezifiziert werden. Ein wirkungsmächtiges und breit rezipiertes Beispiel ist die Formulierung von Martha Nussbaum. Die Anwendungsmöglichkeiten reichen von der Wohlfahrtsökonomie über Gender-Gerechtigkeit und Verteilungsgerechtigkeit bis hin zu Fragen der Entwicklungspolitik. Der Ansatz schreibt, auch in der konkretisierten Fassung von Nussbaum, keine Indikatoren oder Methoden zur Messung der Verwirklichungschancen vor. Die Untersuchungen können theoretisch analytisch oder auch empirische Vertiefungen und Überprüfungen sein. Entsprechend breit ist das Spektrum der Studien und Untersuchungen, die sich in ihrem theoretischen Grundgerüst auf den Befähigungsansatz beziehen. Robeyns berichtet über eine Reihe konkreter Studien:
- Erste empirische Aussagen hat Amartya Sen bereits 1985 gemacht, als er die Lebenserwartung, die Überlebensrate bei Neugeborenen und die Kindersterblichkeit in Ländern wie Brasilien, Mexiko, Indien, Sri Lanka oder China gegenüberstellte (s. o.) und zum Ergebnis kam, dass das Einkommen diese Größen nur unzureichend widerspiegelt.[63]
- Eine andere, eher qualitative Untersuchung lokaler Entwicklungsprojekte stammt von Sabina Alkire, die drei konkrete Projekte (Ziegenaufzucht, Alphabetisierung von Frauen und Produktion von Rosengirlanden) in Pakistan untersuchte und diese mit den Aussagen von Einkommensstatistiken verglich.[64]
- Eine andere Untersuchungsrichtung ist die Identifizierung der Gruppe der Armen in Entwicklungsländern und die Abgrenzung dieser Gruppe durch verschiedene Indikatoren im Vergleich zum Einkommen.[65] Solche Studien verwenden in der Regel vorhandene Einkommensstatistiken, die sich an Haushaltseinkommen orientieren.
- Auch für entwickelte Länder gibt es Studien, die Einkommensarmut mit dem Status der Wohlfahrt aufgrund von bestimmten Verwirklichungschancen gegenüberstellen. So hat Alessandro Balestrino dies für die Funktionen Bildung, Ernährung und Gesundheit ausgeführt.[66] Shelley Phillips hat eine Studie erstellt, in der sie für Kinder in Kanada, Norwegen und USA das Haushaltseinkommen und zehn Fähigkeiten („functionings“) als Indikatoren untersuchte.[67]
- Im Bereich der Behinderten gibt es ebenfalls Studien zu den Verwirklichungschancen. Das Problem dieser Personengruppe liegt auf zwei Ebenen. Zum einen erlangen sie zumeist aufgrund ihrer Behinderung nur Stellen mit vergleichsweise schlechter Bezahlung. Zum anderen haben sie aufgrund ihrer Behinderung zumeist einen erheblichen Zusatzaufwand zur Kompensation ihrer Behinderung im Vergleich zu Nichtbehinderten.[68]
- Zum Thema Geschlechterungleichheit hat Sen für Indien wesentliche Benachteiligungen von Frauen vor allem für Sterblichkeit in bestimmten Altersgruppen, Ernährung und Lebenserwartung herausgearbeitet.[69] Analoge Studien gibt es für entwickelte Länder.[70]

Eine praktische Bedeutung erhielt der Befähigungsansatz in der Stiglitz-Sen-Fitoussi-Kommission, einem von Nicolas Sarkozy berufenen Expertengremium, bei dem Amartya Sen als wissenschaftlicher Berater tätig war. Das Gutachten vom September 2009 stellt die Frage der Verwirklichungschancen ausdrücklich in den Vordergrund. Ausdrücklichen Bezug auf die Arbeiten von Amartya Sen nimmt auch die OECD in ihrem Projekt zur Messung des sozialen Fortschritts (Global Project on Measuring the Progress of Societies).

## Der Befähigungsansatz im Bildungssystem und in der Sozialen Arbeit
Im deutschsprachigen Raum wird der Befähigungsansatz zunehmend in Kontexten der Sozialwissenschaften als theoretische Basis verwendet, so in der Armutsforschung, der Kinder- und Jugendforschung, des Bildungswesens oder der Sozialen Arbeit. Teilweise erfolgt die Rezeption des Ansatzes offenbar mitunter verkürzt und nicht hinreichend differenziert.
Aus Perspektive der Sozialen Arbeit wird am Befähigungsansatz häufig der Grundsatz der Erhöhung der Verwirklichungschancen wertgeschätzt. Der Evaluationsmaßstab nach dem Befähigungsansatz „ist der Beitrag Sozialer Arbeit zur qualitativen und quantitativen Erweiterung des Raumes an Möglichkeiten und Fähigkeiten ihrer AdressatInnen, sich für die Verwirklichung unterschiedlicher Handlungs- und Daseinsweisen entscheiden zu können“. Einige Autoren plädieren dafür, angesichts der Fülle an betrachtbaren Befähigungen die Befähigungen aus Sicht der öffentlichen Wohlfahrts- und Bildungsinstitutionen auf einen fundamentalen Kernbereich zu konkretisieren. Diese Argumentation ist wiederum umstritten, weil sie zu einer unangemessenen Bevormundung der Klienten Sozialer Arbeit führen könnte.
In der Jugendarbeit herrscht ein offenes und positives Bild von Jugendlichen, es wird die Gesamtheit der Jugendlichen adressiert. Im Bereich der Jugendgerichtshilfe ist Soziale Arbeit einem doppelten Mandat der Hilfe und Kontrolle ausgesetzt. Sie versteht sich einerseits als Hilfeleistungserbringer für angeklagte Jugendliche und soll gleichzeitig an Kontrollen und Sanktionierungen mitwirken, obwohl „nicht davon ausgegangen werden kann, dass (…) die Sanktionierungen der Entwicklung junger Menschen förderlich sind.“ Der Befähigungsansatz bietet einen tiefgreifenden Perspektivwechsel in der Förderung junger Menschen und kann als Appell an das Selbstverständnis von Vertretern der Jugendgerichtshilfe, aber auch der Justiz, verstanden werden. Denn es geht nicht speziell um eine gelingende Bewältigung von Problemlagen im Sinne sozialpädagogischen oder sozialpolitischen Denkens, sondern vielmehr um eine gelingende Selbstverwirklichung im Sinne der Entfaltung des subjektiven Jugendwillens, nicht eines allgemein definierten Jugendwohls. Gerade angesichts der Bemühungen Sens um eine verbesserte objektive Grundlage für Vergleiche menschlichen Wohlergehens (siehe oben) kann allerdings auch hier in Frage gestellt werden, ob es sich bei dieser Position um ein angemessenes Verständnis des Befähigungsansatzes handelt.
Aus dem Befähigungsansatz kann außerdem nicht abgeleitet werden, ob zur Verbesserung der Verwirklichungschancen von arbeitslosen und benachteiligten Jugendlichen Standardsysteme der schulischen oder beruflichen Aus- und Weiterbildung oder spezielle Förderangebote besser geeignet sind. Aus dem Abschlussbericht des internationalen Forschungsprojekts SocIEtY ergeben sich Anhaltspunkte dafür, dass Standardsysteme größere Verwirklichungschancen bieten als spezielle Übergangsmaßnahmen.

## Kritik
Der Capability-Ansatz beansprucht Nussbaum zufolge, nur Capabilities und nicht das Functioning zu unterstützen. Rutger Claassen versucht zu zeigen, dass dieser Anspruch auch innertheoretisch in mehrfacher Hinsicht nicht erfüllt werden kann. Außerdem wirft er die Frage auf, ob eventuelle politisch-paternalistische Implikationen des Ansatzes begrenzt werden können. Mit Feinberg unterscheidet Claassen zwischen einem Paternalismus, der das Wohlergehen fördert, und einem solchen, der Selbstschädigung verhindert. Für ihn wie für Feinberg ist eine Theorie oder eine Politik dann paternalistisch, wenn sie die Freiheit einer Person behindert, sich vorsätzlich (harter Paternalismus) oder fahrlässig (weicher Paternalismus) selbst zu schädigen. Nussbaum will zwar die Ausnahmen, in denen auch das Functioning unterstützt werden soll, auf Kinder und Unmündige begrenzen, doch Claassen geht davon aus, dass auch Erwachsene ihre Capabilities permanent trainieren müssen; die altersabhängige Grenzziehung sei willkürlich und die Vorstellung, dass man die Capabilities einmal für das ganze Leben erwerbe und dann „besitze“, unrealistisch. Wenn Nussbaum meine, die Schwierigkeit, etwa rationale Gesundheitsentscheidungen zu treffen, erlaube Ausnahmen im Sinne einer Unterstützung auch des Functioning, weiche sie bereits von der Prämisse der Freiwilligkeit von Entscheidungen ab. Auch wenn ein unzureichendes Functioning die Capabilities beeinträchtigt wie z. B. bei psychischen Problemen, die die Fähigkeit zu Sozialkontakten unfreiwillig behindern, wäre das für Nussbaum ein Grund zur Intervention, da hier eine Situation gegeben sei, in der das Individuum keine freiwillige Entscheidung über seine Sozialkontakte treffen könne. Auch könne nach Nussbaum ein freiwilliger Verzicht auf Capabilities (z. B. durch Suizid) ebenfalls staatliches Eingreifen rechtfertigen. Hier argumentiert Claassen, dass die freie Entscheidung zwischen dem Wert der Capability, die man aufgibt, und dem (negativen) Wert des künftigen Nichtvorhandenseins dieser Capability eingeschränkt wird. Auch sozialer Druck oder staatliche Anreize, um eine Förderung der Capabilities in Anspruch zu nehmen (nehmen wir an: von Vorsorgeuntersuchungen oder Qualifizierungsmaßnahmen für den Arbeitsmarkt, das sog. Nudging), stelle eine Form der Unterstützung des Functioning dar. Die von Nussbaum beschriebenen wenigen Ausnahmen entfalten also bei näherem Hinsehen eine expansive paternalistische Dynamik.
Die zehn grundlegenden Capabilities auf Nussbaums Liste seien außerdem untereinander hoch korreliert, d. h. jede auch sei die Voraussetzung für mehrere andere, so dass nicht klar begründbar sei, welche Capability durch die von Nussbaum als Ausnahme gedachte Unterstützung des Functioning eigentlich sichergestellt werde. Wenn die Liste laut Nussbaum tatsächlich irreduzibel sei, ist nach Claassen Paternalismus unvermeidbar.
Die Einschätzung, in welchem Grade der Ansatz paternalistisch ist, hängt nach Claassen von der Beantwortung dreier Fragen ab: Wie hoch wird die Mindestschwelle der Capabilities angesetzt (sollen die Menschen schreiben und lesen können oder sollen ihre künstlerischen Fähigkeiten entfaltet werden?), wie umfangreich ist die Liste der grundlegenden Capabilities, und wie soll mit der individuellen Verantwortung des Individuums für den Verlust von Capabilities z. B. durch fahrlässiges oder vorsätzliches selbstschädigendes Verhalten umgegangen werden? Wie viele Chancen soll man ihm geben? Je höher das Niveau der Capabilities, je umfangreicher die Liste und je massiver die staatlichen Eingriffe in die freiwillige Entscheidung der Individuen, die ein bestimmtes Niveau des Functioning gar nicht anstreben, desto härter der Paternalismus. So sei der Capability Approach wohl doch ein versteckter Functionings Approach.
Auch Thomas Gutmann kritisiert, dass eine Theorie, die die Befähigung von Personen zu effektiver Freiheit als Ziel formuliere, weitreichende paternalistische Konsequenzen haben könne. Der Ansatz könne als Fundament für staatliche Eingriffe dienen, um die Autonomie einer Person zu erzeugen oder zu erhalten, ohne dass es innertheoretische Kriterien gebe, die Reichweite dieser Eingriffe zu begrenzen. Allerdings schneide in dieser Beziehung der Befähigungsansatz besser ab als der Utilitarismus.
Eine weitere Kritik bezieht sich auf den Perfektionismus des Ansatzes: Die Identifizierung und Bevorzugung spezifischer Capabilities als moralische und politische Voraussetzungen der Vorstellungen einiger Menschen vom guten Leben sei nicht neutral.
Eine Forschungsfrage sehen Uwe H. Bittlingmayer und Holger Ziegler in der Anwendung des Ansatzes auf den öffentlichen Gesundheitssektor, dessen Entwicklung auch sozialkonstruktivistische Bezüge von Körper- und Schönheitskonzepten bis zu gesundheitsorientierten Lebensstilen aufweist. Hier müsse man einerseits vermeiden, Individuen Modelle der Lebensführung aufzuoktroyieren; andererseits dürfe man nicht in einen naiven Subjektivismus verfallen.
In jedem denkbaren Anwendungsfall der Theorie stellt sich nicht nur die Frage, wie die Mindestschwelle der Capabilities festgelegt werden soll, sondern auch das erhebliche praktische Problem, wie das erreichte Niveau zu messen sei und wie Luxusbedürfnisse von legitimen Bedürfnissen zu unterscheiden sind.
Aus soziologisch-systemtheoretischer Sicht sollen in einer funktional differenzierten Gesellschaft Systeme wie das der sozialen Arbeit sicherstellen, dass die Chancen der Menschen auf Inklusion in andere gesellschaftliche Subsysteme gewahrt werden. Aus dieser Sicht sollte eine Intervention je nach theoretischem Ansatz der Sozialarbeit erfolgen, wenn gravierende Exklusionsrisiken vorliegen (also vorbeugend aufgrund fehlender Capabilities) oder die Exklusion bereits eingetreten ist (im Sinne einer Reparatur wegen des aktuell mangelhaften Functioning). Für eine Bestimmung der Interventionsschwellen ist in der Praxis jedoch weit überwiegend das Functioning relevant. Eine vorauseilende Reaktion etwa durch Affirmative Action zur Kompensation fehlender Capabilities käme einem paternalistischen Eingriff gleich; eine solche Forderung nach Kompensation tatsächlicher oder scheinbarer Benachteiligungen wird außerdem infolge des Vordringens der Identitätspolitik mit ihrer bewusst gesetzte Grenzziehung zwischen dem Eigenen und dem Anderen immer häufiger genutzt, um konkurrierende Ansprüche bei Verteilungskonflikten durchzusetzen. Deren Lösung ist nur im Medium des Aushandelns möglich.